# R.I.P. (Rita Ora)
R.I.P. è un brano musicale della cantante britannica Rita Ora in collaborazione con il rapper inglese Tinie Tempah. Il brano è il primo singolo per il Regno Unito dall'album di debutto della cantante Ora.

## Descrizione
La canzone è stata co-scritta dal rapper canadese Drake, mentre la produzione della canzone è stata curata da Stargate e Chase & Status. Originariamente scritto per il quinto album di Rihanna Loud, il testo parla di come la cantante affronta il proprio fidanzato, dicendogli di dimenticare la sua ex.
Rita ha spiegato perché ha scelto il brano come singolo di lancio dicendo: "ho sentito la demo quando Drake l'ha cantata e mi ha colpito. Perciò ho subito detto a Drake, 'ho bisogno di questa canzone'".

## Tracce
Testi di Aubrey Graham, Farhad Samadzada, Mikkel S. Eriksen, Tor Erik Hermansen, Nneka Egbuna, Renee Wisdom, Saul Milton e William Kennard, musiche di Chase & Status e Stargate.
1. R.I.P. – 3:49
2. R.I.P. (Gregor Salto Remix) – 6:24
3. R.I.P. (Seamus Haji Remix) – 7:10
4. R.I.P. (Delta Heavy Dubstep Remix) – 4:16

## Successo commerciale
R.I.P. avendo venduto 104.592 copie debuttò alla prima posizione della classifica dei singoli più venduti nel Regno Unito. La sua prima settimana in classifica divenne la quinta con maggiori vendite del 2012 dietro a Carly Rae Jespen, Tulisa, DJ Fresh e Gary Barlow. A fine 2012 risulta essere alla numero 28 delle più scaricate in Regno Unito con 453.000+ copie vendute.

## Classifiche
| Classifica (2012) | Posizione massima |
| ----------------- | ----------------- |
| Australia         | 10                |
| Austria           | 51                |
| Belgio (Fiandre)  | 44                |
| Danimarca         | 26                |
| Germania          | 36                |
| Irlanda           | 11                |
| Nuova Zelanda     | 28                |
| Paesi Bassi       | 89                |
| Regno Unito       | 1                 |
| Svizzera          | 46                |